# Васильчев, Михаил Евдокимович
Михаи́л Евдоки́мович Васи́льчев (27 октября (9 ноября) 1906 г., Большое Пальцино — 23 января 1980 г., Ульяновск) — участник Великой Отечественной войны, гвардии подполковник, командир 316-го гвардейского миномётного полка, — лучшего полка из Гвардейских миномётных частей КА (ГМЧ КА), по количеству наград и почётных наименований, и одной из лучших частей Красной Армии по этому показателю, выведший полк на это место в боях Великой Отечественной войны.

## Биография
Михаил Евдокимович Васильчев родился в деревне Большое Пальцино Архангельской волости Ставропольского уезда Самарской губернии (ныне Чердаклинского района Ульяновской области)  в многодетной крестьянской семье. Отец, Евдоким Прохорович, погиб в Первую мировую войну; матери, Александре Семёновне, с большим трудом приходилось кормить многодетную семью, поэтому Михаилу, как старшему в семье, окончив четыре класса сельской школы, пришлось батрачить.
В 1926 году поступил в Рязанскую пехотную школу имени Ворошилова, окончив её в 1928 году, направлен в Особую Дальневосточную армию (с 1 июля 1938 года — 1-я Краснознамённая армия Дальневосточного фронта), на должность командира взвода — категория К-3.
В 1939 года судьба свела его встретиться с младшим братом старшим лейтенантом Григорием Евдокимовичем, которого направили служить в ту же армию переводчиком разведывательного отдела 1-й Краснознамённой армии Дальневосточного фронта. В 1941 году их судьбы снова разошлись, Григория направили в Москву — преподавателем китайского языка в Высшую специальную школу Красной Армии, а 14 июля 1943 года пришла печальная весть — капитан Григорий Евдокимович Васильчев погиб, выполняя специальное задание.
29 июля 1938 года начались боевые действия у озера Хасан, за которые командиру роты капитану Васильчеву был вручён знак «Участнику Хасанских боёв».
В декабре 1942 года гвардии майор Васильчев был направлен в Москву в формирующийся 316-й гвардейский миномётный полк (316-й ГМП) на должность заместитель командира полка. Не раз Михаилу Евдокимовичу приходилось на самых острых участках боёв самому руководить дивизионами и полком. Своим личным примером воодушевлять личный состав на отвагу и мужество. Особенно тяжело гвардии майору Васильчеву пришлось воевать в мае — июне 1944 года, когда погиб начальник штаба полка гвардии майор Мищенко Ефим Саввич (30.04.1944), совмещая должность заместителя командира и начальника штаба полка, отражать контратаки противника на подступах к городу Ковель (Украина), а затем, до сентября 1944 года, освобождать Белоруссию. За этот период боевых действий гвардии майор Васильчев удостоен ордена Отечественной войны 1-й степени.
2 января 1945 года гвардии подполковник Васильчев был назначен командиром 316-го гвардейского миномётного полка. С 14 января 1945 года полк помогал огнём «Катюш» частям 2-й гвардейской танковой, 1-й гвардейской танковой и 8-й гвардейской армий 1-го Белорусского фронта (1-го БелФ), были успешно проведены Варшавско-Познанская, Восточно-Померанская и Берлинская наступательные операции. За успешные проведения этих операций и за умелое руководство полком, гвардии подполковник Васильчев, был удостоен правительственных наград — два ордена Красного Знамени, двумя медалями — «За освобождение Варшавы» и «За взятие Берлина», а также дважды был отмечен в приказах ВГК Маршала Советского Союза И. В. Сталина.
За короткий срок вверенный ему полк добавил к существующим наградам и наименованию ещё три ордена и почётное наименование. По окончании войны полк стал называться 316-й гвардейский миномётный Коростеньско-Померанский Краснознамённый, орденов Суворова, Кутузова, Богдана Хмельницкого и Александра Невского полк и стал лучшим полком из всех Гвардейских миномётных частей КА (ГМЧ КА) по количеству наград и почётных наименований и, одна из лучшей, по этому показателю, частью Красной Армии.
После войны служил в Засвияжском военкомате города Ульяновска. Много времени уделял патриотическому воспитанию молодёжи.
Умер 23 января 1980 года, похоронен на Северном кладбище Ульяновска.

## Награды
- орден Ленина (30.04.1954 [23][24]);
- три ордена Красного Знамени (3.02.1945[13][15]; 5.06.1945[14][16]; 1948[24]);
- орден Отечественной войны 1-й степени (3.10.1944[10][25]);
- орден Красной Звезды (3.11.1944[24][26][27]);
- медаль «За освобождение Варшавы» (26.04.1946[17]);
- медаль «За взятие Берлина» (8.12.1945[18][28][29]);
- медаль «За победу над Германией в Великой Отечественной войне 1941—1945 гг.» (1945);
- медаль «Ветеран Вооружённых Сил СССР» (1976);
- медаль «30 лет Советской Армии и Флота» (1948);
- медаль «40 лет Вооружённых Сил СССР» (1958);
- медаль «50 лет Вооружённых Сил СССР» (1968);
- медаль «60 лет Вооружённых Сил СССР» (1978);
- медаль «За воинскую доблесть. В ознаменование 100-летия со дня рождения Владимира Ильича Ленина» (1970);
- медаль «Двадцать лет Победы в Великой Отечественной войне 1941—1945 гг.» (1965);
- медаль «Тридцать лет Победы в Великой Отечественной войне 1941—1945 гг.» (1975);
- Знак «Участнику Хасанских боёв» (1940);
- Знак «25 лет Победы в войне 1941—1945 гг.» (1970);
- «Благодарность Верховного Главнокомандующего Маршала Советского Союза И. Сталина» — Приказ ВГК № 223 от 17.01.1945 г.[19][20];
- «Благодарность Верховного Главнокомандующего Маршала Советского Союза И. Сталина» — Приказ ВГК № 295 от 7.03.1945 г.[19][21] и др.